# Spigelia beccabungoides
Spigelia beccabungoides là một loài thực vật có hoa trong họ Mã tiền. Loài này được Kraenzl. miêu tả khoa học đầu tiên năm 1908.